# Chiesa di Santa Maria Assunta (Trento, Meano)

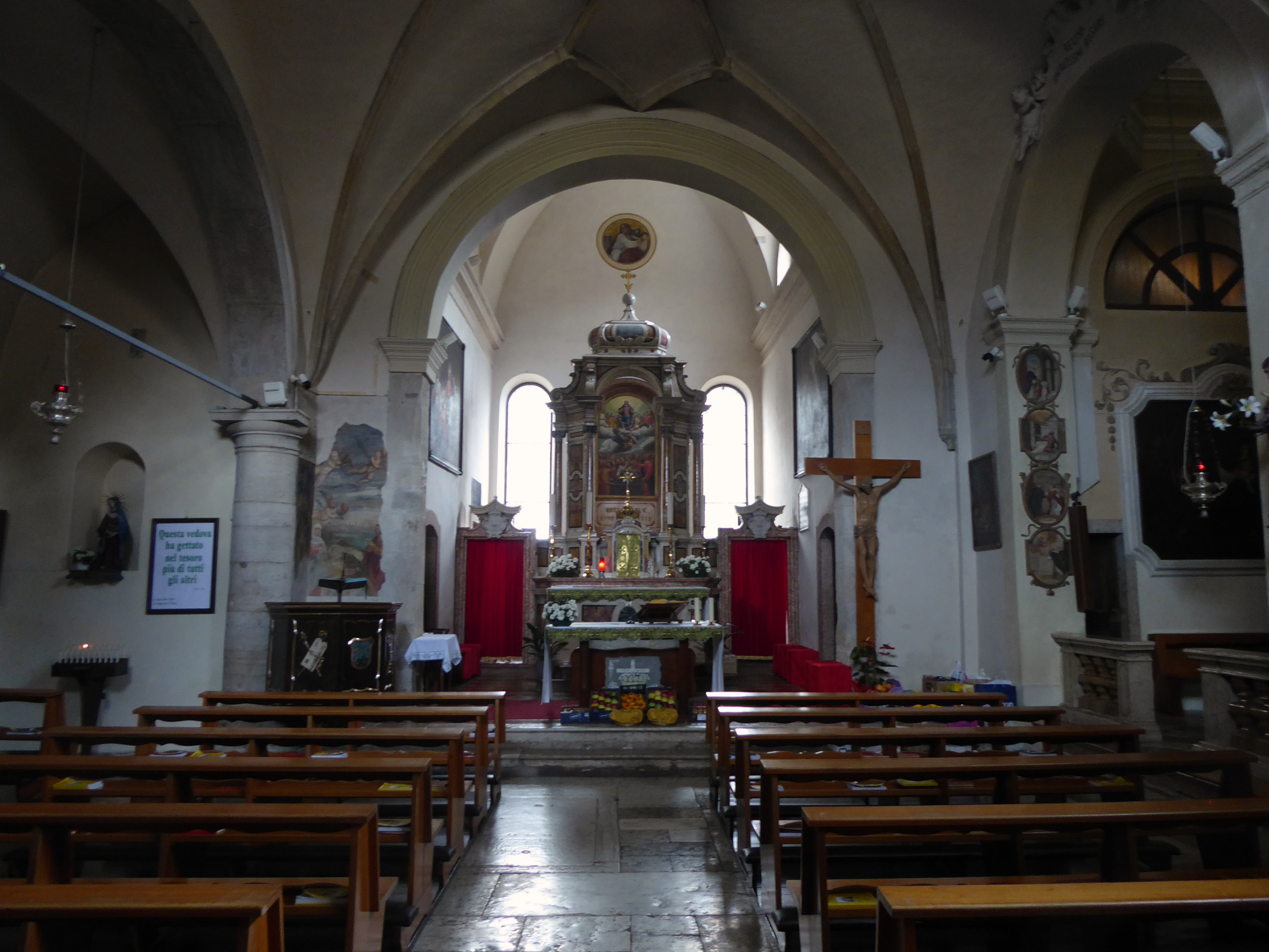
L'interno

La chiesa di Santa Maria Assunta è la parrocchiale di Meano, frazione di Trento in Trentino. Risale al XIII secolo.

## Storia
La chiesa di Meano venne ricordata come legata al capitolo della cattedrale di San Vigilio di Trento già nel 1226, poi, nel 1247, venne citata come intitolata a Santa Maria e San Giovanni Battista. Nuovamente comparve su documenti del 1309 e in tempi successivi fu indicata come pieve.
Venne consacrata nel 1495.
Nella seconda metà del XVI secolo venne riedificata ed ampliata. I lavori che riguardarono il portale maggiore della facciata vennero eseguiti attorno al 1574. Negli anni conclusivi del secolo fu oggetto di interventi per arricchirla di un apparato decorativo importante con un ciclo di affreschi che in parte ci è pervenuto.
Circa due secoli più tardi venne ulteriormente ampliata ed alla sala venne aggiunta una cappella laterale dedicata alla Madonna del Rosario, affrescata e decorata a stucchi.
Nuovi lavori di rimaneggiamento vennero eseguiti alla fine del XIX secolo e poi, nel 1912, la volta presbiteriale venne decorata da Metodio Ottolini.

## Descrizione
La chiesa offre motivi di interesse particolare per la sua struttura tardo-gotica e per la facciata leggermente asimmetrica. Anche gli interni sono asimmetrici con una navata maggiore ed una minore. Il dipinto murale sul soffitto, Madonna con Bambino, è di Metodio Ottolini.
Nell'edificio viene conservato l'archivio parrocchiale compreso tra il 1569 e il 1993.